# 婆罗洲犁头鳐
婆罗洲犁頭鰩（學名：Rhinobatos borneensis），又稱婆罗洲琵琶鱝，為軟骨魚綱犁頭鰩目犁頭鰩科犁頭鰩屬的其中一種，被IUCN列為瀕危保育類動物，分布於西太平洋婆羅洲海域，本魚體延長而平扁，吻寬短而呈三角形，寬度為體長的29-31％，長度為寬度的1.30-1.42倍，吻長為氣孔間距的2.5-3.3倍，為眶間寬的3.8-5.6倍，前鼻瓣略微插入鼻內空間，後鼻瓣寬闊，氣孔褶2條，外褶明顯高於內褶，鰓前感覺孔斑明顯，延伸至第一鰓裂後方，背間距離為第一背鰭基部的2.5-3.3倍；背尾緣為前緣的1.9-2.3倍；上顎約90齒排，背鰭通常有一個大的、通常很暗的中央暗色斑點，成魚背盤淡黃色或褐色，常具瀰漫性淡黃色斑點，無白色斑點，幼魚有眼斑，體長可達68.6公分，棲息於大陸棚海域，為底棲性魚類，肉食性，卵胎生，生活習性不明。